# 阿卢·阿尔哈诺夫
阿卢·达达舍维奇·阿尔哈诺夫（俄语：Алу Дадашевич Алханов，1957年1月20日—）是俄罗斯车臣共和国前总统，2004年至2007年在任。

## 生平
阿卢·阿尔哈诺夫于1957年1月20日生于苏联哈萨克苏维埃社会主义共和国。结束学业后加入苏军服役，复员后在警察局机关任初级指挥官。后考入苏联内务部学院，后在车臣-印古什苏维埃社会主义自治共和国内务部工作，直至部长。焦哈尔·杜达耶夫执政后，阿尔哈诺夫成为主要反对派领导人。 
1994年，第一次车臣战争爆发，阿卢·阿尔哈诺夫支持俄方，反对车臣独立。2004年8月30日，在争议中当选车臣共和国第二任总统。2007年2月15日，俄罗斯总统普京免去了阿尔哈诺夫的职位，调任俄联邦司法部副部长，并授予其“祖国服务杰出贡献”四级勋章。 

## 选举争议
2004年8月的总统选举充满争议。他的前任的選舉因俄羅斯士兵對選民的恐嚇以及可能的分離主義候選人被排除在外的指控而受到損害。作為職業官僚，阿爾漢諾夫沒有明顯的民眾基礎，被許多觀察家視為俄羅斯總統 弗拉基米爾·普京政府的代言人。俄羅斯在車臣政策的批評者聲稱，政府不會允許阿爾漢諾夫被擊敗，而且投票結果早已預先確定。
阿爾漢諾夫面臨七名挑戰者。其中最嚴重的是，莫斯科的車臣商人馬利克·賽杜拉耶夫因未能正確填寫申請而被禁止站在技術性問題上。其他六名挑戰者在車臣內部幾乎沒有得到認可，其中一些與政府有聯繫。他們是：
- 阿卜杜拉·布加耶夫，歷史學家，現代人文學院車臣分院院長。2003 年，他以 5.7% 的選票落後於卡德羅夫，位列第二。
- 克格勃的繼任者，聯邦安全局（FSB）車臣部門的上校莫夫薩爾·哈米多夫。
- Vakha Visayev，經濟學家兼車臣代理總統謝爾蓋·阿布拉莫夫的顧問。
- Mukhmud-Khasan Asakov，車臣國務院工作人員。
- Magomed Aidamirov，托爾斯泰-蒙古包村的一名商人。
- 車臣石化公司總經理奧馬爾·阿布耶夫。

阿爾漢諾夫的綱領實際上是他前任政策的延續，車臣繼續留在俄羅斯。經濟自治；吸引援助和投資；減少失業率和俄羅斯的軍事存在；並與分離主義領導人阿斯蘭·馬斯哈多夫開啟和談。
最終，阿爾漢諾夫以 85.25% 的投票率以 73.67% 的選票以壓倒性多數獲勝。哈米多夫以 8.95% 位居第二，阿卜杜拉布加耶夫以 4.5% 位居第三。維薩耶夫第四，阿布耶夫第五，阿薩科夫第六，艾達馬羅夫第七，得票率0.6%到 4.3% 之間。1% 的選民投票“反對所有候選人”。
一些外部觀察家和車臣反對派對選舉結果表示懷疑。美國國務院和赫爾辛基國際人權聯合會質疑選舉的公平性，並強調賽杜拉耶夫被取消資格。獨聯體和阿盟的監督員對選舉進行了國際監督；儘管受到邀請，西方監測員並未參與對選舉的監測。投票條件受到質疑；哈米多夫表示，他的競選團隊記錄了許多違規行為，並將在法庭上對投票結果提出質疑。